# Чемпіонат Азії та Океанії з хокею із шайбою серед юніорів 2001
Чемпіонат Азії та Океанії з хокею із шайбою серед юніорів 2001 — 18-й розіграш чемпіонату Азії та Океанії з хокею серед юніорських команд. Чемпіонат приймала столиця Південної Кореї Сеул. Турнір проходив з 8 по 11 березня 2001 року.

## Дивізіон І

### Підсумкова таблиця
| М | Команда        | І | В | Н | П | ШЗ | ШП | Різ | О |
| - | -------------- | - | - | - | - | -- | -- | --- | - |
|   | Південна Корея | 3 | 3 | 0 | 0 | 39 | 4  | +35 | 6 |
|   | КНР            | 3 | 1 | 1 | 1 | 26 | 8  | +18 | 3 |
|   | Австралія      | 3 | 1 | 1 | 1 | 11 | 16 | –5  | 3 |
| 4 | Нова Зеландія  | 3 | 0 | 0 | 3 | 4  | 52 | –48 | 0 |

Фейр-Плей здобула збірна Південної Кореї.

### Результати
- Нова Зеландія —  Південна Корея 1 – 22 (0–6, 0–10, 1–6)
- КНР —  Австралія 2 – 2 (0–1, 1–1, 1–0)
- КНР —  Нова Зеландія 22 – 0 (10–0, 7–0, 5–0)
- Південна Корея —  Австралія 11 – 1 (2–0, 4–0, 5–1)
- Південна Корея —  КНР 6 – 2 (2–0, 2–0, 2–2)
- Австралія —  Нова Зеландія 8 – 3 (4–2, 2–0, 2–1)

## Дивізіон ІІ

### Підсумкова таблиця
| М | Команда           | І | В | Н | П | ШЗ | ШП | Різ | О |
| - | ----------------- | - | - | - | - | -- | -- | --- | - |
| 1 | Монголія          | 2 | 2 | 0 | 0 | 22 | 4  | +18 | 4 |
| 2 | Китайський Тайбей | 2 | 1 | 0 | 1 | 6  | 11 | –5  | 2 |
| 3 | Таїланд           | 2 | 0 | 0 | 2 | 2  | 15 | –13 | 0 |

### Результати
- Монголія —  Китайський Тайбей 10 – 3 (1–1, 5–1, 4–1)
- Таїланд —  Монголія 1 – 12 (1–4, 0–3, 0–5)
- Китайський Тайбей —  Таїланд 3 – 1 (0–0, 2–1, 1–0)